# Prajakta Shukre
Prajakta Shukre (nacida el 29 de noviembre de 1987 en Jabalpur), es una cantante india, que trabajó en películas de Bollywood, así como su participación en un concurso de reality shows. Mientras se encontraba estudiando en la norma número 12 en el Jabalpur, decidió participar en el Indian Idol Season 1. Ella terminó en el 4 º lugar. 
Fue encarcelada por caso de conducción imprudente, junto a otro participante del reality, Abhijeet Sawant, el 1 de diciembre de 2010.

## Discografía
- Dhakka (2007)
- Hey Ganapati (2005)
- Shaadi No. 1 (2005)
- Jaan-E-Mann(2006)
- Kehna Hai Aaj(2009)
- Tees Maar Khan(2010)